# Лунна илюзия
Лунна илюзия е оптическа измама, при която Луната се вижда по-голяма, когато е по-близо до хоризонта, отколкото когато е високо в небето. Същото се получава при Слънцето и звездите. Това може да се наблюдава някъде през лятото. Все още се водят спорове за обясненито на тази илюзия. Предполага се, че това е резултат от наличието на повече обекти, с които можете да сравним размера ѝ – дървета, сгради, естествени обекти. Когато Луната се издигне достатъчно високо, за да не можете да съпоставите размерите ѝ с близък обект, тя изглежда съвсем нормална, но сравнена с визуално близък обект, с който сте свикнали, тя става „огромна“. Още една страна на илюзията е схващането, че обектите, които са близко до хоризонта, постепенно се смаляват и отдалечават. Тъй като Луната не прави нито едно от тези неща, преминавайки през хоризонта, тя изглежда като необичайно голям обект, макар да не променя размерите си реално.